# Різа Заламеда
Різа Заламеда (англ. Riza Zalameda; нар. 10 лютого 1986) — колишня американська тенісистка.
Найвищу одиночну позицію світового рейтингу — 534 місце досягла 24 липня, 2006, парну — 76 місце — 12 квітня, 2010 року.
Здобула 2 одиночні та 6 парних титулів туру ITF.
Найвищим досягненням на турнірах Великого шолома було 2 коло в парному розряді.
Завершила кар'єру 2011 року.

## Фінали ITF
| Легенда          |
| ---------------- |
| турніри $100,000 |
| турніри $75,000  |
| турніри $50,000  |
| турніри $25,000  |
| турніри $10,000  |

### Одиночний розряд (2–0)
| Результат | Ранг | Дата              | Турнір                | Покриття   | Суперниця    | Рахунок  |
| --------- | ---- | ----------------- | --------------------- | ---------- | ------------ | -------- |
| Перемога  | 1.   | 15 листопада 2005 | ITF Маніла, Філіппіни | Тверде (i) | Венісе Чань  | 6–3, 6–2 |
| Перемога  | 2.   | 27 червня 2006    | ITF Едмонд, США       | Тверде     | Алекса Ґлетч | 6–4, 6–1 |

### Парний розряд (6–6)
| Результат | Ранг | Дата              | Турнір                      | Покриття   | Партнерка         | Суперниці                             | Рахунок          |
| --------- | ---- | ----------------- | --------------------------- | ---------- | ----------------- | ------------------------------------- | ---------------- |
| Поразка   | 1.   | 28 травня 2002    | ITF Луїсвілл, США           | Тверде     | Ешлі Кро          | Бо Джонс Крістіна Крашевскі           | 3–6, 6–1, 0–6    |
| Поразка   | 2.   | 19 травня 2003    | ITF Ель-Пасо, США           | Тверде     | Енн Єлсі          | Бо Джонс Анжела Жгуна                 | 0–6, 6–7(4)      |
| Поразка   | 3.   | 23 березня 2004   | ITF Реддінг, США            | Тверде     | Лілія Остерло     | Дженніфер Гопкінс Машона Вашінгтон    | 2–6, 4–6         |
| Перемога  | 4.   | 15 листопада 2005 | ITF Маніла, Філіппіни       | Тверде     | Деніс Дай         | Чень Ї Као Шао-юань                   | 6–2, 6–3         |
| Поразка   | 5.   | 6 квітня 2009     | ITF округ Джексон, США      | Ґрунт      | Лора Гренвілл     | Монік Адамчак Аріна Родіонова         | 3–6, 4–6         |
| Перемога  | 6.   | 17 травня 2009    | ITF Ролі, США               | Ґрунт      | Лілія Остерло     | Кармен Клашка Сабіне Клашка           | 6–0, 6–0         |
| Перемога  | 7.   | 31 травня 2009    | ITF Карсон, США             | Тверде     | Лора Гренвілл     | Монік Адамчак Ніколь Кріз             | 6–3, 6–4         |
| Перемога  | 8.   | 12 липня 2009     | ITF Грейпвайн, США          | Тверде     | Ліндсей Лі-Вотерс | Кімберлі Кутс Валері Тетро            | 7–6(7), 6–3      |
| Перемога  | 9.   | 8 серпня 2009     | Vancouver Open, Канада      | Тверде     | Аша Ролле         | Медісон Бренгл Лілія Остерло          | 6–4, 6–3         |
| Перемога  | 10.  | 27 вересня 2009   | ITF Альбукерке, США         | Тверде     | Машона Вашінгтон  | Мелінда Цінк Ліндсі Лі-Вотерс         | 6–3, 6–2         |
| Поразка   | 11.  | 8 листопада 2009  | Taipei Ladies Open, Тайвань | Тверде (i) | Басукі Яюк        | Латіша Чжань Чжуан Цзяжун             | 3–6, 6–3, [7–10] |
| Поразка   | 12.  | 2 квітня 2010     | ITF Монсон, Іспанія         | Тверде     | Басукі Яюк        | Александра Дулгеру Тамарін Танасугарн | 2–6, 0–6         |